# Pečice, Litija
Pečice so manjše naselje ob jugo-vzhodni meji Občine Litija. 
Vas ima najverjetneje takšno ime, ker se v njeni bližini nahajajo manjše pečine.